# Étables-sur-Mer
Étables-sur-Mer is een plaats en voormalige gemeente in het Franse departement Côtes-d'Armor in de regio Bretagne. De plaats maakt deel uit van het arrondissement Saint-Brieuc.

## Geschiedenis
De gemeente is op 18 februari 2016 gefuseerd met de aangrenzende gemeente Binic tot het huidige Binic-Étables-sur-Mer.

## Geografie
De oppervlakte van Étables-sur-Mer bedraagt 9,4 km².
De onderstaande kaart toont de ligging van Étables-sur-Mer met de belangrijkste infrastructuur en aangrenzende gemeenten.

## Demografie
Onderstaande figuur toont het verloop van het inwonertal.